# Aragonés belsetano
El aragonés belsetano o simplemente belsetán es la variedad dialectal del aragonés hablada en los valles de Bielsa (valle de Bielsa propiamente dicho, valle de Pineta, de Chisagüés y de Barrosa. Otros dialectos como el tensino manifiestan algunas similitudes destacables que se deben a la conservación de formas aragonesas antiguas que, sin embargo, ya han sucumbido en otras variedades de la lengua aragonesa. Es por tanto, para la mayor parte de los expertos, una de las variedades aragonesas con mayor grado de pureza y menor castellanización.  
Aproximadamente contará con unos 30 o 40 hablantes activos (la mayoría de edad avanzada) más una pequeña parte de la población del valle que lo entiende aunque no lo utiliza o lo hace de forma ocasional. En la escuela de Bielsa se está enseñando la lengua a los niños para evitar que se pierda definitivamente. 

## Fonética
Es uno de los dialectos que tienen una tendencia más fuerte a perder la o final: belsetán, cul, fil, top, truen, ferrer, giner.
Es la única forma de la península ibérica donde se conservan casos de NN y LL latinas sin ser cultismos.
Ejemplos:
- bel·la.
- payel·la
- pen·na
- capan·na

También nos encontramos con casos de -nn- geminada derivada de -ND-:
- baran·nato, (baranato en Tella).

- bren·na

- espuen·na

- espon·nal

Esto es interesante porque lo vemos en topónimos de textos medievales, (Panno en el actual Pano), y nos hace saber la evolución fonética de la lengua.
ESPONDA > espuenda > espuenna > espuena.
Existe un caso curioso de evolución de la -LL- latina hasta -r-: los pronombres er y ers, (él y ellos), es fácil por influencia gascona, pero que se emplea en aragonés estándar.
Los grupos latinos -CT-, -ULT- evolucionan a -t-, -ut-:
Ejemplos:
FACTU > feto
NOCTE > nuet
MULTU > muto

## Morfología
Los artículos más generales son el, la, es, las. Como alomorfos se encuentra lo, usado a veces, sobre todo por la gente de más edad, y o, a, os, as, presentes en cualquier combinación con preposición (con, de, en): n'o, n'a, d'as, con as, etc.
Nusatros y vusatros se dicen de formas arcaizantes: nusaltros y vusaltros.
Junto con bel, bel·la encontramos los adjetivos indefinidos qualque y qualques. 
- qualques hombres, qualques mullers, qualque cosa, (bella cosa).

Para decir "bella cosa" también tenemos el pronombre indefinido "qualcosa". Cualque cosa y cual cosa son parecidos al francés "quelque chose" o el italiano "qualcosa", y es fácil que tengan relación con formas gasconas.
Pasados perfectos todos en sus formas átonas de normal: 
- tenié.
- trayé.
- benié

## Sintaxis
En las combinaciones de pronombres conserva la forma medieval junto con la general en aragonés actual, (le'n, les ne):
- di-le-lo.
- le'l trayen.
- les-la trayen.
- les-le trayen.

Es uno de los pocos lugares del alto Aragón donde aún se emplea el verbo "estar" como auxiliar de verbos intransitivos:
- No hi soi estato.

Su uso con verbos de movimiento, ya no empleado, fue común en el pasado:
- Soi ito ta el huerto.